# Bombardeos de Leópolis de 2022
Los bombardeos de Leópolis de 2022 se refieren a los ataques estratégicos desde el aire por parte de las Fuerzas Armadas de Rusia contra la Óblast de Leópolis, incluida su capital homónima, la región más occidental de Ucrania, cerca de la frontera con Polonia y por ende con la OTAN y la Unión Europea.

## Cronología

### Febrero
En la óblast de Leópolis, las tropas rusas atacaron desde el aire a tres unidades militares en Brody, Novii Kaliniv y Kamianka-Buzka alrededor de las 07:30.

### Marzo
En la mañana del 13 de marzo, las tropas rusas de las aguas de los mares Negro y Azov llevaron a cabo un ataque aéreo en el campo de entrenamiento militar de Yavoriv. Los aviones despegaron de la base aérea Engels-2 en Sarátov, Rusia. En total, dispararon más de 30 misiles, 8 de los cuales impactaron en el campo de entrenamiento militar de Yavoriv. Como resultado, según los datos de Lviv OVA, 35 personas murieron, 134 resultaron heridas.
En la mañana del 18 de marzo, las fuerzas de ocupación dispararon 6 misiles X-555 en dirección a Leópolis, apuntando a la Planta de Reparación de Aviación del Estado de Leópolis. Dos misiles fueron interceptados y destruidos por las Fuerza Aérea de Ucrania, los otros cuatro destruyeron el edificio de la fábrica. Como resultado del bombardeo, una persona resultó herida.
Alrededor de las 6:00 p. m. del 26 de marzo, las tropas rusas lanzaron un ataque con cohetes contra un depósito de petróleo en el área de Velyki Kryvchytsia, se registraron un total de 3 explosiones. El impacto provocó un incendio, pero no hubo daños en viviendas u otros objetos. Según Maksym Kozytskyi, jefe de Lviv OVA, según datos preliminares, 5 personas resultaron heridas.
Posteriormente, a las 20:00 horas, se llevó a cabo otro ataque con cohetes contra la Planta Blindada de Leópolis, cuyo resultado fue una "destrucción bastante grave". Andriy Sadovyi informó que la onda expansiva rompió ventanas en una de las escuelas cercanas al lugar del impacto, no se registró víctimas. Más tarde, se supo que 2 cohetes fueron alcanzados en cada uno de los objetos, pero el comando de la Fuerza Aérea de las Fuerzas Armadas de Ucrania dice que 6 cohetes fueron disparados contra Leópolis.
Esta actividad de las tropas rusas está relacionada con el discurso del presidente estadounidense Joe Biden en la vecina Polonia, que tuvo lugar inmediatamente después de los ataques con misiles.
El 28 de marzo, las Fuerzas de Defensa Aérea de Ucrania derribaron tres misiles enemigos en el distrito de Zolochov.

### Abril
El 5 de abril, aviones de combate de los ocupantes intentaron disparar contra objetos de infraestructura civil de la óblast de Leópolis desde el territorio de Bielorrusia, pero las fuerzas de defensa aérea derribaron dos misiles en la ciudad de Radekhiv.
En la mañana del 16 de abril, los ocupantes lanzaron ataques con misiles en la óblast de Leópolis desde aviones Su-35 que despegaron del aeródromo de Baránavichi desde el territorio de Bielorrusia. Las unidades de las fuerzas de misiles antiaéreos del Comando Aéreo "Occidental" de la Fuerza Aérea de las Fuerzas Armadas de Ucrania destruyeron cuatro misiles de crucero.
En la mañana del 18 de abril de 2022, según la información del Comando Aéreo de Zahid, hubo cuatro ataques con misiles en Leópolis, tres de ellos en objetos de infraestructura militar, uno en una instalación de neumáticos. Como resultado del impacto, hubo incendios y los objetos sufrieron daños importantes. Según el jefe de la OVA de Lviv, Maksym Kozytskyi, 7 personas murieron y 11 personas, incluido un niño, resultaron heridas.
Unos 40 coches resultaron dañados o destruidos en la estación de servicio como consecuencia de la explosión del cohete. En el momento del ataque trabajaban aquí 20 personas, cuatro de ellas fallecieron, tres recibieron heridas de metralla, una se encontraba en estado grave.
El cohete dañó todo el territorio de la estación de servicio: automóviles y edificios; Puertas, ventanas, parabrisas de automóviles, faros y una cabina de seguridad fueron volados por la onda expansiva. El fuego que se desató se extendió a los neumáticos, por lo que toda la zona quedó envuelta en humo negro.
Según Maksym Kozytskyi, director de Lviv OVA, "se ha establecido preliminarmente que los misiles fueron disparados contra Leópolis desde aviones que volaban desde la dirección del Caspio". Es probable que en realidad el objetivo no fuera una estación de servicio, sino una estación de ferrocarril.
Posteriormente, después del ataque con misiles en Leópolis, sonó la segunda sirena de alarma, según Kozytskyi, el peligro provenía del Mar Negro, pero los misiles no alcanzaron.
Alrededor de las 08:30 del 25 de abril, la subestación de tracción de la estación de tren "Krasne" fue atacada a tiros.

### Mayo
El 3 de mayo, Leópolis fue bombardeada. El alcalde Andriy Sadovy afirmó que se conocían al menos 5 explosiones, tres subestaciones eléctricas resultaron dañadas en la ciudad y comenzaron cortes en el suministro de electricidad y agua en parte de la ciudad. 2 personas resultaron heridas.
El 15 de mayo, cuatro cohetes alcanzaron una instalación de infraestructura militar en el distrito de Yavoriv, a 15 km de Polonia. La defensa aérea derribó dos misiles más. Los misiles fueron lanzados desde el Mar Negro, presumiblemente desde submarinos.
El 17 de mayo se desarrolló uno de los bombardeos más grandes de la ciudad de Leópolis y la óblast. Algunos de los misiles fueron derribados por la defensa aérea. Hubo un golpe en el distrito de Yavoriv.

### Junio
El 1 de junio, hubo bombardeos de la infraestructura ferroviaria en el distrito de Stry. 5 personas resultaron heridas.
El 14 de junio, las Fuerzas Aérea de Ucrania derribaron un misil sobre el distrito de Zolochov, los escombros dañaron una fábrica de ladrillos, en donde seis personas resultaron heridas.